# Hospital Infanto Juvenil Dra. Carolina Tobar García
El Hospital Infanto Juvenil Carolina Tobar García es un hospital neuropsiquiátrico público de la ciudad de Buenos Aires, Argentina. Se encuentra en la calle Doctor Ramón Carrillo 315 (Barrio de Barracas).

## Historia
El hospital Infantojuvenil Carolina Tobar García se inauguró en 1968, tras dos años de construcción. Se erigió en un predio destinado a funcionar como escuela de enfermería, ubicado sobre la calle Ramón Carrillo 315. Con la construcción de este hospital se completaba lo que se llamó la ‘Manzana de la Locura’, nombre derivado de los tres psiquiátricos de la ciudad de Buenos Aires, Hospital Borda, Hospital Tobar García y el Hospital Moyano.
Es un hospital modelo de agudos psiquiátricos para niños y adolescentes de hasta 18 años. En 1991 pasó a ser un hospital municipal.

## Especialidades médicas pediátricas
- Psiquiatría infantojuvenil Departamento de Psiquiatría y Psicoterapia[9]
- Terapia Individual, Familia y Pareja
- Terapias Grupales
- Psicofarmacología. Internación
- Prevención y acción Comunitaria
- Orientación Vocacional. Programa "Cuidar Cuidando"
- Rehabilitación
- Terapia Ocupacional, Orientación y Entrenamiento Laboral
- Musicoterapia
- Educación Física
- Psicomotricidad
- Recreación Fin de Semana Servicio Social
- Medicina Legal
- Servicios Clínico-Asistenciales. Neurología y Electroencefalografía
- Pediatría
- Nutrición
- Fonoaudiología
- Estimulación Temprana
- Odontología
- Psicopedagogía
- Centro de Estrés Postraumático Infantil